# 2000年代香港電影作品列表
下方列出2000年代所上映的香港電影作品列表。
- 2000年香港電影作品列表
- 2001年香港電影作品列表
- 2002年香港電影作品列表
- 2003年香港電影作品列表
- 2004年香港電影作品列表
- 2005年香港電影作品列表
- 2006年香港電影作品列表
- 2007年香港電影作品列表
- 2008年香港電影作品列表
- 2009年香港電影作品列表